# كاتالين توث
كاتالين توث مواليد 25 يونيو 1984 في المجر، هي لاعبة كرة يد مجرية. مثلت منتخب المجر لكرة اليد للسيدات.

## سجل المنافسة
شاركت في البطولات التالية:
- بطولة العالم لكرة اليد للسيدات 2009